# Argyreia nervosa
Niektóre z zamieszczonych tu informacji wymagają weryfikacji.
Dokładniejsze informacje o tym, co należy poprawić, być może znajdują się w dyskusji tego artykułu.
 Po wyeliminowaniu niedoskonałości należy usunąć szablon {{Dopracować}} z tego artykułu.

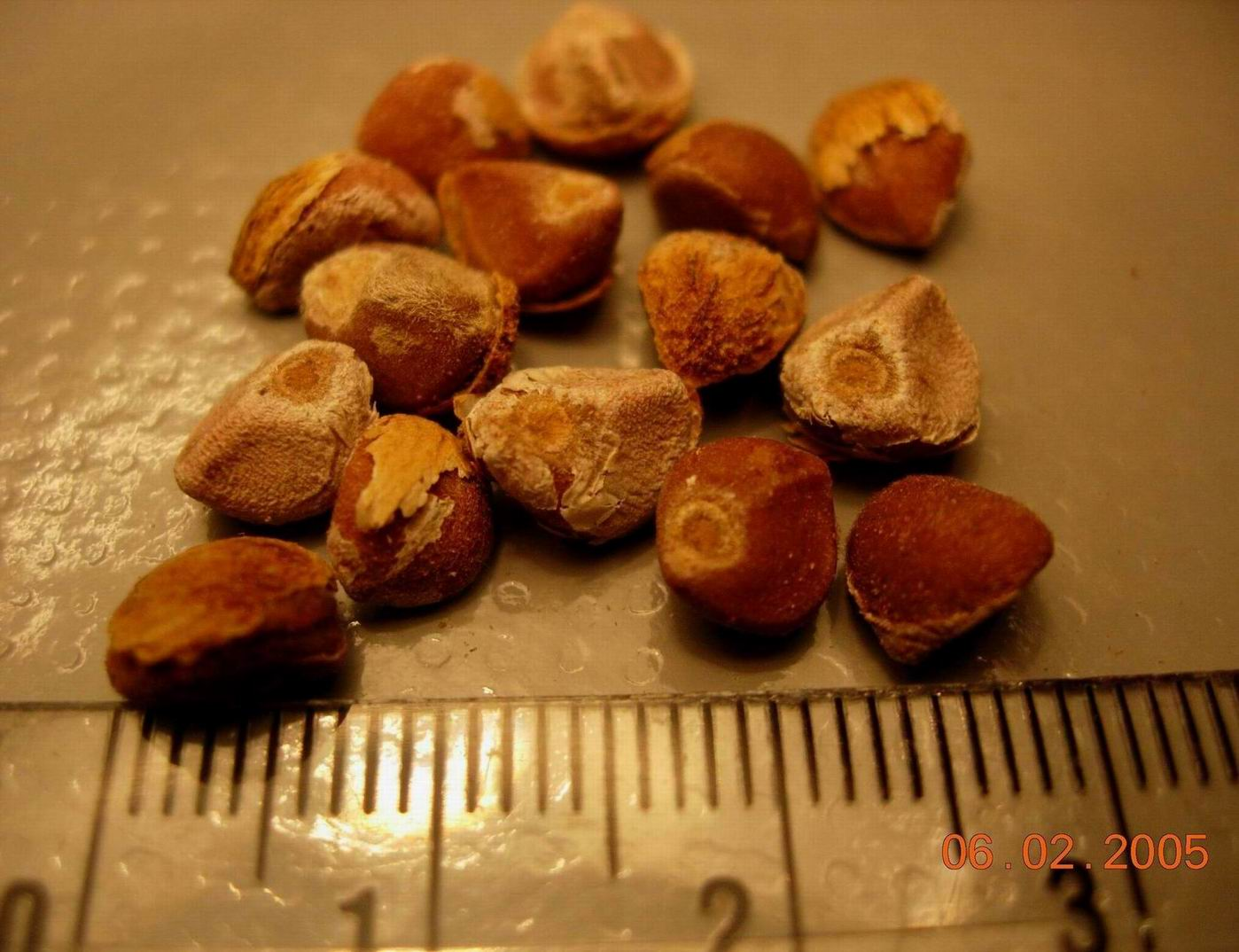
15 nasion Argyreia nervosa

Argyreia nervosa (Burm. f.) Bojer), powój hawajski – gatunek rośliny z rodziny powojowatych. Roślina pochodzi z południowej Azji, introdukowana została na Hawajach, w Afryce, Ameryce Środkowej.

## Morfologia
PokrójDuże pnącze z liśćmi o kształcie sercowatym dochodzącymi do długości 5 cm, pokrytymi srebrzystymi włoskami. Kwiaty czerwone o długości 1-1,5 cm. Nasiona twarde, koloru brązowego, o średnicy około 5 mm.

## Biologia
Cechy fitochemiczneGłównymi substancjami czynnymi są alkaloidy – pochodne kwasu lizergowego. Ergina, zwana często LSA (wyizolowana przez A. Hofmanna) – czyli amid kwasu D-lizergowego, jest jedynym psychoaktywnym alkaloidem w surowcu. Jego syntetycznym analogiem jest LSD, czyli dietyloamid kwasu D-lizergowego. Jak większość pochodnych lizergowch jest wrażliwy na światło – powstają wtedy nieaktywne lumino-pochodne. Ergina działa w dawkach 0,5–3 mg. W powoju hawajskim występują także inne alkaloidy:
- izoergina czyli amid kwasu L-lizergowego, nieaktywny izomer optyczny, ergometryna (silnie obkurcza mięśnie macicy – może powodować poronienia), lizergol, izolizergol, chanoklawina, elymoklawina, peniklawina, ergonowina. Ponadto w nasionach, a zwłaszcza świeżych obecne są glikozydy cyjanogenne, których przedawkowanie powoduje nudności, wymioty, biegunki, bóle brzucha i trudności z oddychaniem.

## Zastosowanie
Roślina psychoaktywnaNasiona były ulubionym afrodyzjakiem i środkiem odurzającym na Hawajach. W Meksyku roślina używana jest jako jeden z najważniejszych psychodelików. Znajduje zastosowanie również we wróżbiarstwie, uzdrawianiu i rytuałach magiczno-religijnych. Przyjmowane doustnie (poprzez żucie) oraz jako macerat. Nasiona pochodzące z Ghany to odmiana nieaktywna. LSA spotykamy również w roślinach z rodzajów Ipomoea i Rivea.
Substancją psychoaktywną jest LSA, działający na receptory 5-HT2A (jest około 10–50 razy słabsze od LSD). Katalizuje reakcje przewodnictwa w układach: serotoninowym, dopaminergicznym i adrenergicznym powodując spontaniczną depolaryzację.

## Uprawa
Podczas uprawy należy ją chronić przed przymrozkami.

## Legalność
Argyreia nervosa znajduje się w grupie I-N wykazu środków odurzających – posiadanie, przetwarzanie i obrót roślinami żywymi, suszem, nasionami, wyciągami i ekstraktami jest nielegalne bez posiadania odpowiedniego zezwolenia.